# Odontosia moravia
Odontosia moravia är en fjärilsart som beskrevs av Daniel 1964. Odontosia moravia ingår i släktet Odontosia och familjen tandspinnare. Inga underarter finns listade i Catalogue of Life.